# Тврђава Поенари
Тврђава Поенари (рум. Poenari) је тврђава на Карпатима у Румунији смештена на брду које се издиже из долине реке Арђеш. Саграђена је почетком 13. века од стране првих влашких владара, а током историје више пута је мењала назив и власништво. Посебно је позната као секундарна резиденција влашког војводе Влада Цепеша.
Комплекс тврђаве је данас под заштитом као историјски споменик од националног значаја.

## Локација и назив
Тврђава Поенари се налази на узвишењу Четацуја у оквиру Карпатских планина, која се издиже из клисуре реке Арђеш. Од најближег већег града, Куртее де Арђеш, удаљена је око 25 километара. Тврђава носи назив Поенари по 6 километара удаљеном селу Поенари, иако јој је најближе село Капацанениј удаљено 2 km. Под именом Поенари среће се у документима из 15. и 16. века, као и у хроникама из 17. и 18. века. У 19. и 20. веку тврђава је била позната као Тврђава Цепеш Воде или Тврђава Негру Воде док је назив Поенари  мање коришћен.

## Историја
Тврђава се први пут помиње у документу из 1453. године. Прва кула подигнута је за време Негру Воде. За време влашког војводе Влада Цепеша, тврђава је обновљена и проширена и постала је једна од његових најзначајних утврда. Изграђена је као одбрамбена тврђава против Османлија, али је била и Владова друга резиденција. Према предању записаном у Кантакузином летопису у иградњи тврђаве ушествовали су бојари из Трговишта које је војвода Влад Цепеш казнио због издаје и убиства брата и оца. Бојари из Трговишта су подржавали фамилију Данешти, ривале фамилије Дракулешти, која је подржавала напад на земљу од стране Јанка Сибињанина. У овом сукобу код Трговишта је погинуо Владов брат Мирча II, а отац Влад Дракул у селу Балтени. Као казна за издају и смрт чланова породице, војвода Влад је на Ускрс старије бојаре набио на колац, а млађе одвео заједно са својим женама да граде тврђаву Поенари.
Током историје тврђава је имала разне намене, служила је као резиденција, државна ризница, али и као затвор за бојаре који су били окривљени за издају. Тврђава је коришћена и много година након смрти Влада Цепеша 1476. године, међутим на крају је поново напуштена у првој половини 16. века и препуштена зубу времена.  Услед клизишта 1888. део тврђаве се срушио у реку, међутим цитадела је поправљена, а остаци њених зидина и кула стоје и данас.
Тврђава је издуженог облика, јаких зидова дебљине 2—3 метра и има 5 кула, 4 округле и једну призматичну.

## Туризам
Тврђава је данас уређена за туристичке посете. До тврђаве се долази пењањем преко 1.480 степеница које вијугају кроз густу букову шуму. Са тврђаве се пружа поглед на долину Арђеша и околину.
Посебно је туристички привлачна као некадашња резиденција Влада Цепеша по коме је инспирисан лик Дракуле, па се још назива и Дракулиним замком.